# Poa bactriana
Poa bactriana är en gräsart som beskrevs av Roman Julievich Roshevitz. Poa bactriana ingår i släktet gröen, och familjen gräs. Inga underarter finns listade i Catalogue of Life.